# Schönefeld (Nuthe-Urstromtal)
Schönefeld è una frazione del comune tedesco di Nuthe-Urstromtal.

## Storia
Già comune autonomo, il 20 settembre 1993 Schönefeld entrò a far parte insieme ad altri 20 comuni del nuovo comune di Nuthe-Urstromtal.